# Ryō Hanmura
Œuvres principales
Musubi no yama hiroku, Yōseiden
Ryō Hanmura (半村 良, Hanmura Ryō), né le 27 octobre 1933 et mort le 4 mars 2002 , est un auteur de science fiction, fantasy et horreur japonais. 

## Biographie
Il remporte l'édition 1975 du prix Naoki pour son roman Amayadori. Un de ses romans sert de base au film Sengoku jieitai, et une série de jeux vidéo en jeu de rôle intitulée Eiyū densetsu est librement adaptée de son roman éponyme.
Il remporte la première édition du prix Kyōka Izumi avec son roman Musubi no yama hiroku (en) en 1983. Il est également lauréat du grand prix Nihon SF de science-fiction en 1988. 
Il a également signé quelques romans policiers.

## Romans (liste partielle)
- Ishi no ketsumyaku (en) (石の血脈) Hayakawa shobō, 1971
- Oyone Heikichi toki no ana michiyuki (およね平吉時穴道行) Hayakawa shobō, 1971
- Hikkakatta haru (ひっかかった春) Freberu-kan, 1972
- Gunka no hibiki (軍靴の響き) Jitsugyou no Nippon-sha, 1972
- Musubi no yama hiroku (en) (産霊山秘録) Hayakawa shobō, 1973
- Ōgon densetsu (黄金伝説) Shōden-sha, 1973
- Eiyū densetsu (英雄伝説) Shōden-sha, 1973
- Akūkan yōsai (亜空間要塞) Hayakawa shobō, 1974
- Waga furusato wa yomi no kuni (わがふるさとは黄泉の国) (contained Sengoku jieitai) Hayakawa shobō, 1974
- Sengoku jieitai (戦国自衛隊)
- Yōseiden (en) (妖星伝) Kōdansha, 1975-1995

## Source de la traduction
- (en) Cet article est partiellement ou en totalité issu de l’article de Wikipédia en anglais intitulé « Ryō Hanmura » (voir la liste des auteurs).

## Source
- The Encyclopedia of Science Fiction, page 641